# Hjalmar Cedercrona
Hjalmar Axel Fritz Cedercrona (Kinda, 1883. december 23. – Jönköping, 1969. május 24.) olimpiai bajnok svéd tornász.
Részt vett az 1908. évi nyári olimpiai játékokon, és tornában csapat összetettben aranyérmes lett.
Klubcsapata a A6 IF volt.